# Бэркэуан, Космин
Космин Бэркэуан (рум. Cosmin Bărcăuan; 5 августа 1978, Орадя, Социалистическая Республика Румыния) — румынский футболист, защитник. Выступал в сборной Румынии.

## Биография

### Клубная карьера
Воспитанник клуба «Бихор Орадя». После клуба «Бихор» играл за «Университатю Крайову 1948» где провёл 97 матчей и забил 16 голов. В 2002 году перешёл в бухарестское «Динамо», где главный тренер Йоан Андоне переквалифицировал Космина из нападающего в защитника. Стоить заметить что в сезоне 2003/04 «Динамо» встречалось с «Шахтёром» в Кубке УЕФА 2:3, 2:0 два матча «Шахтёр» проиграл. В 2004 году пришёл в донецкий «Шахтёр» где тренером был соотечественник Мирча Луческу. 9 июля 2004 года Космин подписал пятилетний контракт. А 10 июля в Одессе сражался за Суперкубок Украины с динамовцами Киева. Надо сказать, что первый блин получился у легионера-новичка комом. После изнурительной 90-минутной борьбы на табло светились две единицы. При счете 5:5 в серии послематчевых пенальти к «точке» подошёл Бэркэуан и его удар Александр Шовковский перевел в перекладину. Следующий одиннадцатиметровый оказался победным для «Динамо», его голкипер Шовковский переиграл своего донецкого коллегу Яна Лаштувку, и Суперкубок отбыл в Киев.
В августе 2005 года арендован российскими «Крыльями Советов» до 25 декабря 2005 года. За «крылышки» дебютировал 10 сентября 2005 года против столичного «Торпедо» матч закончился со счётом 1:0 в пользу «москвичей». Второй матч сыграл против «Шинника» 3:1 тот матч также был проигран «Крыльями». Затем на правах аренды выступал за бухарестское «Динамо». С августа 2006 на год передан в аренду греческому ПАОКу где тренером являлся соотечественник Илие Думитреску. В ПАОКе дебютировал 19 августа 2006 года в матче с АЕКом (0:0).
С 2007 года играл за другой греческий клуб ОФИ. В 2010 году вернулся в Румынию, где в клубе «Чахлэул» завершил карьеру.

### Карьера в сборной
Космин Бэркэуан в сборной Румынии дебютировал 15 октября 2000 года в матче с Югославией и забил гол в первом матче. Следующий матч был товарищеский против сборной Алжира и во втором матче Космин отметился забитым мячом. Остальные шесть игр провёл в 2004 году против Ирландии, Финляндии, Андорры, Чехии и Армении.

## Достижения
- Чемпион Румынии (1): 2003/04
- Обладатель Кубка Румынии (1): 2003/04
- Чемпион Украины (2): 2004/05, 2005/06
- Финалист Кубка Украины (1): 2004/05